# Айзман Давид Якович
Дави́д Я́кович А́йзман (14 (26) березня 1869, Миколаїв — 26 вересня 1922, Дитяче Село) — російський прозаїк і драматург єврейсько-українського походження.

## Біографія
Народився в Миколаєві, Херсонської губернії в єврейській родині. Один з братів — єврейський письменник Мойсей Айзман.
Його батько, торговець за родом заняття, був любителем і знавцем книг. У будинку часто говорили про Бокле, Бюхнер, цитували Писарєва. Після смерті батька Айзман у дванадцятирічному віці був змушений самостійно заробляти собі на життя: давав уроки, малював портрети з натури, виконував креслярські роботи.
Пробудження інтересу Д. Айзмана до літератури і мистецтва сприяв його старший брат, який володів у місті книжковою крамницею з читальнею при ній і певний час редагував місцеву ліберальну газету «Южанин» де і з'явилися перші замітки Давида Айзмана (він був тоді учнем шостого класу).
Закінчивши в 1886 році Миколаївське реальне училище, він поступає в Одеську школу малювання. У 1889 році під псевдонімом Кулик в «Одеському віснику» друкуються його фейлетони «За рідним болотом» і «Нариси провінційного життя».
У 1896 році, удостоєний за успіхи у малюванні бронзової медалі, Айзман відправився в Париж, щоб продовжити заняття живописом в Школі витончених мистецтв (Ecole des Beaux-Arts). Але тяга до літературної творчості змінила його плани. Разом з дружиною, практикуючим лікарем, в 1898 році він оселився в глухому французькому селі в Шампані. Закінчений тут перший нарис «Трішечки в сторону» був надрукований в травневій книжці «Російського багатства» за 1901 рік. Перша збірка оповідань Айзмана «Чорні дні» вийшла у виданні «Російського багатства» в 1904 році.
Після повернення до Росії, не маючи постійного права на проживання, поневірявся, а для перебування в Петербурзі використовував фіктивний патент прикажчика.
Восени 1904 роки він послав з Одеси Горькому оповідання «Льодохід». "Я щасливий у Вас повчитися! — Писав Айзман.- Ваші зауваження так чіткі, так тонкі, що це прямо радість — вислухати їх ". Схвалений Горьким «Льодохід» увійшов до п'яту збірку «Знання» (1905 р).
Єврейські погроми на півдні Росії змусили Айзмана наприкінці 1905 року знову виїхати за кордон — у Францію та Італію, де він залишався, виключаючи нетривалу поїздку в літературних справах в 1908 році до Петербурга, до вересня 1909.
Похований на Казанському кладовищі в Дитячому Селі.

## Творчість
З кінця 1880-х років друкував нариси й оповідання в газеті «Южанин» і «Одеському віснику». Справжнім дебютом вважав нарис «Трішечки в сторону» («Русское багатство», 1901, № 5) про долю типового єврейського ідеаліста. Перша збірка "Чорні дні" вийшов в 1904 році (видавництво «Російське багатство», СПб.).
У період 1905-1907 років примикав до письменників-реалістів, пов'язаних із збірниками «Знання». Часто звертався до загальноросійської, неєврейської тематики. Однак увагу Айзмана приваблювала насамперед єврейська спільнота; його повісті й оповідання: «Льодохід», «Чорні дні» (1904), «Кривавий розлив» (1908), «Вороги», «Світлий бог» та інші — белетристична інтерпретація так званого «єврейського питання» (безправне становище євреїв в Російській імперії, їх взаємини з навколишнім населенням і т. д.), витримана в ліберально-народницькому дусі.
Звичайний герой його творів — асимільований єврей-інтелігент у непростих відносинах і з єврейським, і з російським середовищем. Специфічно айзмановскім вважається характерний образ російського єврея в еміграції, який страждає від ностальгії і мріє про повернення на батьківщину.
Айзман за рядом ознак був близький до групи письменників (найяскравішим її представником є С. Юшкевич), яка розробляла умовний «російсько-єврейський» стиль, прагнучи відтінити лад єврейської мови. Він майстерно відтворював російську мову напівосвічену, ще не цілком пристосованого в російській мовному середовищі єврея. Критики називали Айзмана «фахівцем з єврейського питання» і «єврейським Чеховим».
Автор трагедії «Терновий кущ» (1905), п'єси «Дружини» (1906), п'єси-казки «Світлий бог» (1914), комедії «Консул Гранат» (1923).

## Твори
- Айзман Д. Я. Зібрання творів. Т. 1-8. — СПб.-М., 1911-1919.
- Айзман Д. Я. Редактор Солнцев. Збірка оповідань. — Л., 1926.
- Збірн. творів Айзман в 7 тт. (вид. «Просвещение», продовжено вид. «Життя і знання», СПб., 1911-1916).
- Айзман Давид — стаття з Електронної єврейської енциклопедії
- Твори Айзмана на сайті Lib.ru: Класика